# Schlanger András
Schlanger András (Budapest, 1961. február 10.) színész, rendező, színigazgató.

## Életpályája
Szülei: Schlanger András és Molnár Edit. 1980–1984 között a Színház- és Filmművészeti Főiskola színész szakos hallgatója volt Simon Zsuzsa osztályában. 1984–1988 között a nyíregyházi Móricz Zsigmond Színház színész-rendezője, 1990–1993 között művészeti vezetője volt. 1988–1990 között a Radnóti Miklós Színházban dolgozott. 1993–1994 között a Miskolci Nemzeti Színházban rendezett. 1994–1999 között az Új Színház színésze és rendezője volt. 2014-től a Veres 1 Színház társulatának tagja. A nyíregyházi önkormányzat 2015. február 19-i ülésén 2015. július 1-jétől öt évre a Móricz Zsigmond Színház igazgatójává nevezte ki. Ügyvezetői megbízását 2016. február 9-én dr. Kovács Ferenc polgármester indoklás nélkül, rendes felmondással megszüntette.

## Színházi munkái
A Színházi Adattárban regisztrált bemutatóinak száma: szerzőként: 1; színészként: 86; rendezőként: 35.

### Szerzőként
- Kávéházi kabaré (1985)

### Színészként
| - Kemény–Török: A rajongók....Második szombatos - Mikszáth Kálmán: A Noszty fiú esete Tóth Marival.... - Sarkadi Imre: Oszlopos Simeon, avagy lássuk Uramisten, mire megyünk ketten....Kis János - Bart: Olivér....Fagin - Danek: Jelentés N. város sebészetéről.... - Giraudoux: Amphitryon '38'....Mercur - Lovinescu: Élet és halál játéka a hamusivatagban....Ábel - William Shakespeare: Vízkereszt, vagy amit akartok....Nemes Keszeg András; Orsino - Kolozsvári Papp László: Édes otthon....Sebestyén - Karinthy–Rejtő–Heltai: Kávéházi kabaré....Zauerlében - Gogol: Kártyások....Iharev - Molnár Ferenc: A doktor úr....Puzsér - Nyerges András: Az ördög győz mindent szégyenleni....Gandel Zsigmond - Carlo Goldoni: A hazug....Lelio - Németh László: Galilei....Torricelli - Eisemann Mihály: Bástyasétány 77....Rudi - Gorkij: Nyaralók....Szuszlov - Gáll István: Nő a körúton....Róbert - Bond: A bolond (A kenyér és szerelem jelenetei)....Charles Lamb - Eisemann Mihály: Fekete Péter....Pierre Lenoir - Páskándi Géza: Lélekharang....Vallató - Hrabal: Őfensége pincére voltam.... - Monnot: Irma, te édes....Nestor - Krleza: Galícia....Doktor Puba Agramer - Molnár Ferenc: Józsi....Józsi - Molière: A fösvény....Jakab - William Shakespeare: Julius Caesar.... - Shaw: Johanna....Fattyú - Mann: Kék angyal....Lorenzen - Bíró Lajos: Hotel Imperial....Bugel Mihály - Zsótér Sándor: Utazás a Föld körül nyolczvan nap alatt....Stuart - Gombrowicz: Esküvő....Henryk - Leigh: La Mancha lovagja....Don Quijote - Hrabal: Gyöngéd barbár....Vladimir - García Lorca: Don Cristóbal és Dona Rosita tragikomédiája....Don Cristóbal - Vörösmarty Mihály: Csongor és Tünde....Balga - Brecht: Jó embert keresünk....Első isten - Kleist: Homburg hercege....Hennings ezredes - Labiche: Gyilkosság villásreggelivel....Lenglumé - Calderón de la Barca: Két szék közt a pad alatt....Don Leonelo - Radicskov: Január....Szuszo - Grabbe: Tréfa, szatíra, irónia és mélyebb értelem....Iskolamester | - Csokonai Vitéz Mihály: Az özvegy Karnyóné s két szeleburdiak....Kuruzs - Marlowe: Doktor Faustus tragikus históriája....Martino; I. Bíboros - Szemes-Kellér: Az alvó férj....Váczy Tamás - Molnár Ferenc: Liliom....Az esztergályos; Budai rendőr; Dr. Reich - Molnár Ferenc: Az üvegcipő....Sipos úr - Vajda Katalin: Anconai szerelmesek....Tomao Nicomaco - William Shakespeare: A makrancos hölgy....Rendező; Hortensio - Rose: Tizenkét dühös ember....8-as esküdt - Siposhegyi Péter: Mulató.... - Szilágyi Andor: Lássuk a medvét!....Vova Medvegyev - Hrabal: Harlekin milliói....Pepin bácsi - Pörtner: Hajmeresztő....Victor Rossetti - Marriott-Grant: Nász-frász....Albert - Kusan: Galócza....Jovo Sztaniszavljevics Galócza - William Shakespeare: Ahogy tetszik....Jaques; Le Beau - Csehov: Platonov....Platonov - Beaumarchais: Figaro házassága....Bartolo - Görgey Gábor: Komámasszony, hol a stukker?....Kiss - Christie: ..és már senki sem! (Tíz kicsi néger)....E. G. Armstrong - Lengyel Menyhért: A waterloói csata....Romberger - Bacharach: Legénylakás....Sheldrake - Coward: Vidám kísértet....Charles - Baráthy György: Szemfényvesztés....Rudi Luftborg - Carlo Goldoni: Mirandolina....Albafiorita gróf - Allen: Semmi pánik....Magee - Molière: George Dandin, avagy a megcsúfolt férj....Monsier de Sotenville - Carlo Goldoni: A kávéház....Ridolfo - Lőrinczy Attila: Balta a fejbe....Apika - Molière: Tudós nők....Chrysale - Feydeau-Desvallières: A tartalék tartalékos....Koblinger százados - Tabi László: Kabaré retro.... - Verebes István: Üzenet....Szabó - Mrożek: Károly....Szemorvos - Heltai Jenő: Naftalin....Dr. Szakolczay Bálint - Szabó Magda: Abigél....Kőnig tanár úr - Barrie: Egyenlőség....Loam lord - Petőfi-Peer: Tigris és hiéna....Sámson |

### Rendezőként
| - Karinthy-Rejtő-Heltai: Kávéházi kabaré (1985) - Collodi: Pinokkió (1986) - Gaal József: A peleskei nótárius (1987, 2006, 2011) - Henderson: Diákszerelem (1988) - Kompolthy Zsigmond: Kísérlet-csárdás (1989) - Obernyik Károly: Ribillió Bécsben (1989) - Szép Ernő: Patika (1990) - Thomas: Ébren álmunk erdejében (1991) - Siposhegyi Péter: Trianoni emberek (1991) - Kompolthy Zsigmond: Egy czifra nap (1991) - Bock: Hegedűs a háztetőn (1992-1993) - Móricz Zsigmond: Rokonok (1992) - Simon: Pletykák avagy: ilyen nincs!!! (1993) - Kálmán Imre: Marica grófnő (1993) - Csukás István: Süsü, a sárkány (1996) - Hrabal: Őfensége pincére voltam (1996) | - Madách Imre: Az ember tragédiája (1996) - Feydeau: Osztrigás Mici (1998) - Hrabal: Gyöngéd barbárok (1998) - Csehov: Három nővér (1998) - Kiss Ferenc: A falu rossza (1999) - Eisemann Mihály: Egy csók és más semmi (1999) - Wilde: Mennyből az angyal (2000) - Ludwig: Botrány az Operában (2001) - Caragiale: Farsang (2002) - Jókai Mór: A gazdag szegények (2004, 2011) - Lengyel Menyhért: A waterloói csata (2005) - Lőrinczy Attila: Könnyű préda (2011) - Tóth Péter: Árgyélus királyfi (opera, 2016) |

## Filmjei
- Appassionata (1982)
- Kismaszat és a Gézengúzok (1984)
- Orrom krumpli, hajam kóc! (1988)
- Küldetés Evianba (1988)
- Tükörgömb (1990)
- Cikász és a halló pálmák (1990)
- Itt a szabadság! (1990)
- Szabadság tér '56 (1997)
- Sok hűhó Emmiért (1998)
- Európa expressz (1998)
- Kisváros (1999)
- A Herceg haladéka (2006)
- Valami Amerika 2 (2008)
- Született lúzer (2009)
- Kolorádó Kid (2009)
- Kút a Nap alatt (2010)
- Ki/Be Tawaret (2010)
- Marslakók (2012)
- Mintaapák (2019)
- A Király (2022)